# Prezident Kazachstánu

Prezidentská standarta (1995–2012)

Prezident republiky Kazachstán (kazašsky Қазақстан Республикасының Президенті, Qazaqstan Respublikasynyñ Prezidentı, rusky Президент Республики Казахстан) je hlavou státu Kazachstánu a vrchním velitelem ozbrojených sil Kazachstánu. Prezident je držitelem nejvyšší funkce v rámci republiky (Kazachstán). Pravomoci této pozice jsou popsány ve zvláštní části Ústavy Kazachstánu.
Funkce byla zřízena 24. dubna 1990, rok před rozpadem Sovětského svazu. Současným prezidentem je Kasym-Žomart Kemeluly Tokajev, který se úřadu ujal 20. března 2019 po rezignaci prvního prezidenta Nursultana Nazarbajeva. Žádné z prezidentských voleb konaných v Kazachstánu nebyly podle západních standardů považovány za svobodné nebo spravedlivé, přičemž byly zaznamenány problémy včetně manipulace s volebními lístky, vícenásobného hlasování, obtěžování opozičních kandidátů a cenzury tisku.

## Symboly
Mezi symboly prezidenta Kazachstánu patří znak na prsou a prezidentská standarta.

### Prezidentská standarta
Standarta prezidenta Kazachstánu je podobná státní vlajce v tom, že má obdélníkový tvar s poměrem 1 : 2. Uprostřed standarty je znak Kazachstánu. Ze tří stran je lemován zlatými třásněmi.
Současná prezidentská standarta začala sloužit teprve v roce 2012. Bývalá standarta, která se používala v letech 1995–2012, byl světle modrý obdélník se zlatým kruhem, ve kterém byla postava mladého kazašského vůdce Sakase jedoucího na sněžném leopardovi.